# Louis Oosthuizen
Lodewicus Theodorus „Louis“ Oosthuizen (* 19. Oktober 1982) ist ein südafrikanischer Profigolfer.

## Leben/Karriere
Oosthuizen wurde in Mossel Bay, Südafrika geboren. Zu Beginn seiner Karriere wurde er finanziell von der Stiftung seines Landsmannes Ernie Els unterstützt. Im Jahr 2000 war er Mitglied des siegreichen südafrikanischen Teams bei der World Amateur Championships. Er gewann diverse Amateur Titel, bevor er 2002 im Alter von 19 Jahren Profigolfer wurde.
Er hat fünf Profi-Titel auf der südafrikanischen Sunshine Tour gewonnen. Er hat 2003 erstmals auf der PGA European Tour gespielt und ist seit 2004 ständiges Mitglied dieser Tour. 2009 belegte er beim Race to Dubai den 31. Platz. Zudem wurde er bereits in den Top 50 der Golfweltrangliste geführt.
Im März 2010 hat er mit der Open de Andalucia de Golf seinen ersten Titel auf der PGA European Tour gewonnen.
Mit dem Sieg bei der The Open Championship 2010 feierte er den größten Erfolg seiner Karriere. Er zeigte eine über alle Runden starke Leistung und konnte mit sieben Schlägen Vorsprung das Turnier gewinnen.

## Amateur-Siege (6)
- 2000 World Junior Championship
- 2001 All African Games (Kenia), Transvaal Amateur Stroke Play Championship (Südafrika)
- 2002 Indian Amateur Open Championship (geteilt), Irish Amateur Open Stroke Play Championship, Natal Open Stroke Play Championship (Südafrika)

## Profi-Siege (16)

### Major-Championship-Siege (1)
- 2019: The Open Championship

### European-Tour-Siege (10)
- 2010: Open de Andalucia de Golf
- 2011: Africa Open (gemeinsames Event mit der Sunshine Tour)
- 2012: Africa Open (gemeinsames Event mit der Sunshine Tour), Maybank Malaysian Open (gemeinsames Event mit der Asian Tour)
- 2013: Volvo Golf Champions
- 2014: Volvo Golf Champions
- 2016: ISPS HANDA Perth International (zählt auch zur PGA Tour of Australasia)
- 2018: South African Open
- 2023: Alfred Dunhill Championship
- 2023: AfrAsia Bank Mauritius Open

### Sunshine-Tour-Siege (5)
- 2004: Vodacom Origins of Golf Tour at Arabella
- 2007: Dimension Data Pro-Am, South African PGA Championship / Telkom PGA Championship, Platinum Classic
- 2008: South African PGA Championship / Telkom PGA Championship

## Ergebnisse bei Major-Turnieren
| Turnier               | 2004 | 2005 | 2006 | 2007 | 2008 | 2009 | 2010 | 2011 | 2012 | 2013 | 2014 | 2015 | 2016 | 2017 | 2018 |
| --------------------- | ---- | ---- | ---- | ---- | ---- | ---- | ---- | ---- | ---- | ---- | ---- | ---- | ---- | ---- | ---- |
| The Masters           | DNP  | DNP  | DNP  | DNP  | DNP  | CUT  | CUT  | CUT  | 2    | CUT  | 25   | T19  | T15  | T41  | T12  |
| US Open               | DNP  | DNP  | DNP  | DNP  | DNP  | DNP  | CUT  | T9   | CUT  | WD   | T40  | T2   | T23  | T23  | T16  |
| The Open Championship | CUT  | DNP  | CUT  | DNP  | DNP  | CUT  | 1    | T54  | T19  | WD   | T36  | T2   | CUT  | CUT  | T28  |
| PGA Championship      | DNP  | DNP  | DNP  | DNP  | 73   | CUT  | CUT  | CUT  | T21  | DNP  | T15  | T30  | T22  | T2   | DNP  |

| Turnier               | 2019 | 2020 | 2021 | 2022 | 2023 | 2024 | 2025 |
| --------------------- | ---- | ---- | ---- | ---- | ---- | ---- | ---- |
| The Masters           | T29  | T23  | T26  | WD   | WD   | DNP  | DNP  |
| PGA Championship      | T60  | T33  | T2   | T60  | DNP  | DNP  | DNP  |
| US Open               | T7   | 3    | 2    | CUT  | DNP  | DNP  | DNP  |
| The Open Championship | T20  | DNP  | T3   | CUT  | T23  | CUT  | CUT  |

LA= Bester Amateur

DNP = nicht teilgenommen

CUT = Cut nicht geschafft

„T“ geteilte Platzierung

KT = Kein Turnier (Ausfall wegen Covid-19)

DQ = disqualifiziert

Grüner Hintergrund für Sieg

Gelber Hintergrund für Top 10.

## Team-Teilnahmen
Amateur
- Eisenhower Trophy: 2002

Professional
- World Cup (für Südafrika): 2011
- Presidents Cup (für das internationale Team): 2013, 2015